# São Paulo (portavion)
São Paulo este un portavion brazilian.
Portavionul São Paulo a fost un portavion de clasa Clemenceau construit în Franța și cumpărat de Marina braziliană în anul 2000. Acesta a servit în Marina Națională a Franței sub numele de Foch între anii 1963 și 2000. După achiziție, nava a fost rebotezată São Paulo și a devenit noul vas amiral al Marinei braziliene.
Cu toate acestea, São Paulo a avut probleme de funcționare pe parcursul carierei sale cu Marina braziliană și nu a reușit să opereze mai mult de trei luni la rând fără necesitatea de reparații și întreținere. În februarie 2017, Marina a anunțat demobilizarea navei și ulterior dezafectarea.
În martie 2021, portavionul a fost vândut pentru a fi dezmembrat. Cu toate acestea, după ce Turcia a refuzat permisiunea de a acosta, Marina braziliană a scufundat nava în Oceanul Atlantic pe 3 februarie 2023, la aproximativ 350 de kilometri de coasta braziliană, în apele cu o adâncime de 5.000 de metri.
În ceea ce privește armamentul, São Paulo putea transporta 39 de aeronave: 22 de avioane cu reacție și 17 elicoptere. Aeronavele includeau A-4KU Skyhawks, AS 532 SC Cougars, HB 350 & HB.355 Ecureuils, și SH-3 Sea Kings.